# Silda Cordoliani
Silda Cordoliani (Ciudad Bolívar, Venezuela, 1953) es cuentista, ensayista, editora y cantante en una banda llamada Cantos de vida; estudió Letras en la Universidad Central de Venezuela y realizó estudios de postgrado en cine y literatura en la Universidad de Barcelona. Durante muchos años fue gerente editorial de Monte Ávila Editores y también ha editado libros, entre otros, para el Banco Central de Venezuela, el Museo de Bellas Artes de Caracas, el IESA, y Ediciones B en Caracas. Relatos suyos han aparecido en antologías dentro y fuera de Venezuela, y han sido traducidos al inglés, francés y esloveno.

## Obra
La profesora de la Universidad de La Laguna Nieves-María Concepción Lorenzo explica sobre la trayectoria de Cordoliani que «en la década del setenta, cuando se transforma el comportamiento retórico de la mujer, Silda Cordoliani inicia sus primeros coqueteos serios con la escritura -en esa ocasión fueron numerosos artículos críticos-. Pero ya a principios de los ochenta la narradora comienza un ininterrumpido proceso de producción literaria en publicaciones periódicas (El Nacional o El Diario de Caracas, o revistas como Imagen, etc.). La trayectoria de Cordoliani ha discurrido, además, entre el cine y la narrativa y se define por esta doble faceta del séptimo arte y la literatura». Bettina Pacheco, de la Universidad de Los Andes, de San Cristóbal opina que «Silda Cordoliani ofrece otras imágenes de la madre en tres de los cuentos que conforman el libro de relatos Babilonia. El cuento que lleva este mismo título dibuja un mundo femenino en el que la genealogía constituida por abuela/ madre/ hija habla de la transmisión de conocimientos y experiencias que a las mujeres concierne, la iniciación amorosa en este caso, y que sólo bajo el amparo de lo materno estará a salvo. Y si en el cuento “Soledad” habla de la relación estrecha entre madre e hija, la cual lleva a la muerte a esta última, en “Despedida pospuesta” se hace presente el tema de la matrofobia, de la cruel mirada de la hija hacia la madre que se deteriora en plena vejez y que siempre fue modelo rechazado por su sumisión. El denominador común que acerca a los tres cuentos es la figura degradada del hombre, ya sea el amante iniciador que ya no es el príncipe azul que se quedará para siempre, sino un extranjero que está de paso, al que le faltan unas piezas dentales y cuyas manos son callosas; o el dueño de hacienda, machista y cruel, que asesina, en un arranque de prepotencia, a la hija en el regazo de la madre que era su sirvienta y esclava sexual; o el padre alcohólico que defraudó el amor de la hija». Por su parte, de la obra de esta autora ha dicho Rafael Rattia que «tanta paciencia en el narrar nos muestra a la escritora apasionada del cine, de la imagen moviéndose párrafo tras párrafo, y así el relato... los relatos que dan cuenta del libro todo»; y Roberto Lovera De-Sola señala que «nuestra época, nuestro medio, nuestro país, nuestra ciudad, también se hacen presentes en sus narraciones, incluso la búsqueda de identidad, que es siempre tema tan nuestro. La Venezuela de hoy está aquí».

### Relatos
- Verdades, mentiras y silencios. Cuentos reunidos. Caracas, El Estilete, 2018. (Prólogo de Carmen Ruiz Barrionuevo) ISBN 9789807786362
- Tiempo de ratas frías y otras historias (2014)
- La mujer por la ventana (2009) [Edición venezolana: Editorial Troya, 1999]
- En lugar del corazón (enlace roto disponible en Internet Archive; véase el historial, la primera versión y la última). (2008)
- Babilonia (1993)

### Ensayo, biografía y libros de referencia
- Sesión continua (1989) - ensayos sobre cine
- Simón Bolívar, un relato ilustrado - biografía para niños, conjuntamente con María Elena Maggi (2002)
- Entre la tierra y el cielo - arte para niños (2007)
- Más de cien. Mujeres de Venezuela - reseñas biográficas, conjuntamente con Cristina Guzmán (2007)
- Colección Cuadernos de artesanía (serie de información para público infantil conformada por ocho títulos; autoría compartida con Sagrario Berti), Fundación Empresas Polar, Caracas (2010)
- Pasaje de ida (compilación y presentación de 15 ensayos de escritores venezolanos fuera del país), Alfa Editorial, Caracas (2013)
- Siete de siete (serie de información para público infantil conformada por siete títulos), Fundación Empresas Polar, Caracas (2014)

### Antologías
- Vindictas. Cuentistas latinoamericanas (selección de Socorro Venegas y Juan Casamayor. Editorial Páginas de Espuma y Universidad Nacional Autónoma de México, Madrid, 2020. ISBN 9788483932841[5]).
- El cuento venezolano (selección de José Balza. EBUC, Universidad Central de Venezuela, Caracas, 2012).
- La vasta brevedad, selección de Antonio López Ortega, Carlos Pacheco y Miguel Gomes (Alfaguara, Caracas, 2010)
- Anthologie de récits vénézuéliens contemporains [Traductores: André Charland, Sylvie Gajevic, Hélène Rioux], Montreal, XYZ, 2009
- Zgodbe Iz Venezuele, Sodobnost Internacional, Ljubljana, 2009. (Selección y prólogo de Juan Carlos Chirinos).
- Cuentos venezolanos, Letras Cubanas, La Habana, 2005
- El cuento breve en Venezuela, selección de Manuel Viso Rodríguez (Editorial Actum, Caracas, 2005)
- Las mujeres toman la palabra, selección de Luz Marina Rivas (Monte Ávila Editores Latinoamericana, Caracas, 2004)
- El hilo de la voz. Antología de escritoras venezolanas del siglo XX, selección de Yolanda Pantin y Ana Teresa Torres (Fundación Polar, Caracas, 2003)
- El gesto de narrar, selección de Julio Miranda (Monte Ávila Editores Latinoamericana, Caracas, 1994)

## Premios
Primera Mención del Premio Municipal de Narrativa, mención cuento, 1994

Premio Municipal de Narrativa, mención cuento, 2000

Premio Mejor Libro del Año para Niños en Idioma Español otorgado por el Banco del Libro de Venezuela, 2002